# Lasha Gulelauri
Lasha Gulelauri (26 de mayo de 1993) es un deportista de Georgia que compite en atletismo. Ganó una medalla de oro en el Campeonato Europeo de Atletismo por Equipos de 2019, en la prueba de triple salto.